# Gravedona ed Uniti
Gravedona ed Uniti település Olaszországban, Lombardia régióban, Como megyében. Lakosainak száma 4041 fő (2023. január 1.). Gravedona ed Uniti Colico, Dongo, Garzeno, San Nazzaro Val Cavargna, Domaso, Dosso del Liro, Peglio, Stazzona, Roveredo (GR), Graubünden kanton, Bellinzona és San Vittore községekkel határos.

## Népesség
A település lakossága az elmúlt években az alábbi módon változott:
| Lakosok száma | 4200 | 4198 | 4041 |
|               | 2017 | 2018 | 2023 |